# Corny
Corny foi uma antiga comuna francesa na região administrativa da Normandia, no departamento de Eure. Estendia-se por uma área de 5,31 km². Em 2010 a comuna tinha 347 habitantes (densidade: 65,3 hab./km²).
Em 1 de janeiro de 2019, passou a formar parte da nova comuna de Frenelles-en-Vexin.